# Da Vinci Publishing
Da Vinci Publishing è un'etichetta discografica indipendente giapponese di musica classica  (Da Vinci Classics) e jazz (Da Vinci Jazz).

## Storia
Ideata verso la fine del 2015 e fondata a Osaka nel 2016 da Edmondo Filippini, la casa discografica si contraddistingue per la produzione di dischi e partiture di musica classica, con una particolare attenzione ai compositori italiani dal barocco alla musica contemporanea, e di jazz.
Il suo catalogo comprende oltre 800 titoli, alcuni dei quali sono stati candidati agli International Classical Music Awards (ICMA) nonché diffusi sulle principali radio italiane (Rai Radio 3, Rai Radio 3 Classica, Radio Classica) e straniere (France Musique, Radio Vaticana, RSI) e recensiti sulle più importanti riviste del settore (Musica, Diapason, Amadeus, Classic Voice, Gramophone, American Record Guide, Pizzicato ecc.).

## Gli artisti
Hanno inciso per la Da Vinci Publishing: Giovanni Acciai, Martha Argerich, Chiara Bertoglio, Andrei Gavrilov, Gian Francesco Amoroso, Enrico Baiano, Ensemble Festa Rustica, Costantino Catena, Ensemble Hortensia Virtuosa, Antonio Sinagra, Orchestra della Svizzera Italiana, Orchestra di Padova e del Veneto, Roberto Loreggian, Valerio Losito, Massimiliano Milesi, Nova Ars Cantandi, I Virtuosi Italiani, Melodrum Trio, Filippo Tenisci, Vittoria Caracciolo, Nunzio Dello Iacovo, Ivana Valotti.